# رافائل سیمون کوئینتیری
رافائل سیمون کوئینتیری (انگلیسی: Raffaele Simone Quintieri؛ زادهٔ ۱۶ مارس ۱۹۸۲) بازیکن فوتبال است.